# Fredrik Møller
 Fredrik Møller, né le 27 octobre 2000, est un  skieur alpin norvégien.

## Biographie
En février et mars 2023, il remporte les slaloms géant de coupe d'Europe de Folgaria et Narvik. Il prend la 5e place du classement général de la coupe d'Europe de slalom géant.
En décembre 2023, il participe à sa première épreuve de coupe du monde dans le slalom géant de Val d'Isère et il y marque d'entrée ses premier points en se classant 24e.
La saison suivante en décembre 2024, il fait un remarquable début de saison de coupe du monde de super G en prenant la 4e place des super G de Beaver Creek et Val Gardena. Le 29 décembre 2024, il crée la sensation en remportant le super G de Bormio. En février 2025 il participe à ses premiers championnats du monde à Saalbach. Il y prend la 5e place du super G et la 15e place de la descente. Il termine sa saison à la 5e place du classement de la coupe du monde de super G. Début avril il devient champion de Norvège de super G.

## Palmarès

### Championnats du monde
| Édition / Epreuve      | Descente | Super G | Slalom géant | Slalom | Combiné par équipes | Parallèle | Team event |
| Mondiaux 2025 Saalbach | 15e      | 5e      | -            | -      | -                   | -         | -          |

### Coupe du monde
- 36 épreuves de Coupe du monde disputées

- Meilleur classement général : 26e en 2025 avec  298 points.
- Meilleur classement de descente : 37e en 2025 avec 28 points.
- Meilleur classement de super G : 5e en 2025 avec 270 points.
- Meilleur classement de géant : 42e en 2024 avec 14 points.

3 tops-5 dont :
- Une victoire en super G à Bormio le 29 décembre 2024

#### Classements
| Saison / Épreuve | Saison / Épreuve | Général | Général | Descente | Descente | Super G | Super G | Géant  | Géant  | Slalom | Slalom | Combiné | Combiné |
| ---------------- | ---------------- | ------- | ------- | -------- | -------- | ------- | ------- | ------ | ------ | ------ | ------ | ------- | ------- |
| Saison / Épreuve | Saison / Épreuve | Class.  | Points  | Class.   | Points   | Class.  | Points  | Class. | Points | Class. | Points | Class.  | Points  |
| 2024             | 2024             | 109e    | 25      | 55e      | 1        | 49e     | 10      | 42e    | 14     | -      | -      | -       | -       |
| 2025             | 2025             | 26e     | 298     | 37e      | 28       | 5e      | 270     | -      | -      | -      | -      | -       | -       |

#### Détail des victoires en Coupe du monde
| Saison / Épreuve | Descente | Super-G | Total |
| 2024-2025        |          | Bormio  | 1     |
| Total            | 1        |         | 1     |

### Coupe d'Europe
10 tops-10 dont 3 podium et 2 victoires :
- vainqueur du slalom géant de Folgaria en février 2023
- vainqueur du slalom géant de Narvik en mars 2023

#### Classements
| Saison / Épreuve | Saison / Épreuve | Général | Général | Descente | Descente | Super G | Super G | Géant  | Géant  | Slalom | Slalom | Combiné | Combiné |
| ---------------- | ---------------- | ------- | ------- | -------- | -------- | ------- | ------- | ------ | ------ | ------ | ------ | ------- | ------- |
| Saison / Épreuve | Saison / Épreuve | Class.  | Points  | Class.   | Points   | Class.  | Points  | Class. | Points | Class. | Points | Class.  | Points  |
| 2022-2023        | 2022-2023        | 8e      | 446     | 54e      | 9        | 25e     | 90      | 5e     | 347    | -      | -      | –       | –       |